# Le Kremlin-Bicêtre (métro de Paris)
Pour les articles homonymes, voir Le Kremlin-Bicêtre (homonymie).
Le Kremlin-Bicêtre est une station de la ligne 7 du métro de Paris, située sur la commune du Kremlin-Bicêtre.

## Histoire
La station est ouverte le 10 décembre 1982, lors de la première phase de la création d'une branche de la ligne 7 qui se détache à Maison Blanche en direction de Villejuif. À compter de cette date, les trains en provenance du nord-est de la ligne se dirigent alternativement vers Mairie d'Ivry ou Le Kremlin-Bicêtre. Avec l'ouverture de la seconde phase jusqu'à Villejuif - Louis Aragon, le 28 février 1985, elle devient une simple station de passage.
En 2019, 4 062 243 voyageurs sont entrés à cette station ce qui la place à la 112e position des stations de métro pour sa fréquentation. En 2020, avec la crise du Covid-19, 2 244 686 voyageurs sont entrés dans cette station ce qui la place à la 103e position des stations de métro pour sa fréquentation. En 2021, la fréquentation remonte progressivement, avec 2 925 325 voyageurs qui sont entrés dans cette station ce qui la place à la 112e position des stations de métro pour sa fréquentation.

## Services aux voyageurs

### Accès
Cette station de métro se trouve à l'intersection de l'avenue de Fontainebleau, de l'avenue Eugène-Thomas et de la rue Edmond-Michelet. Elle comporte deux accès :
- l'accès no 1 « avenue de Fontainebleau », situé sur le côté impair de l'avenue éponyme, comporte deux escaliers fixes ;
- l'accès no 2 « avenue de Fontainebleau / avenue Eugène Thomas » est situé de l'autre côté de l'avenue (côté pair) et possède deux escaliers mécaniques ainsi qu'un escalier fixe.

Accès à la station
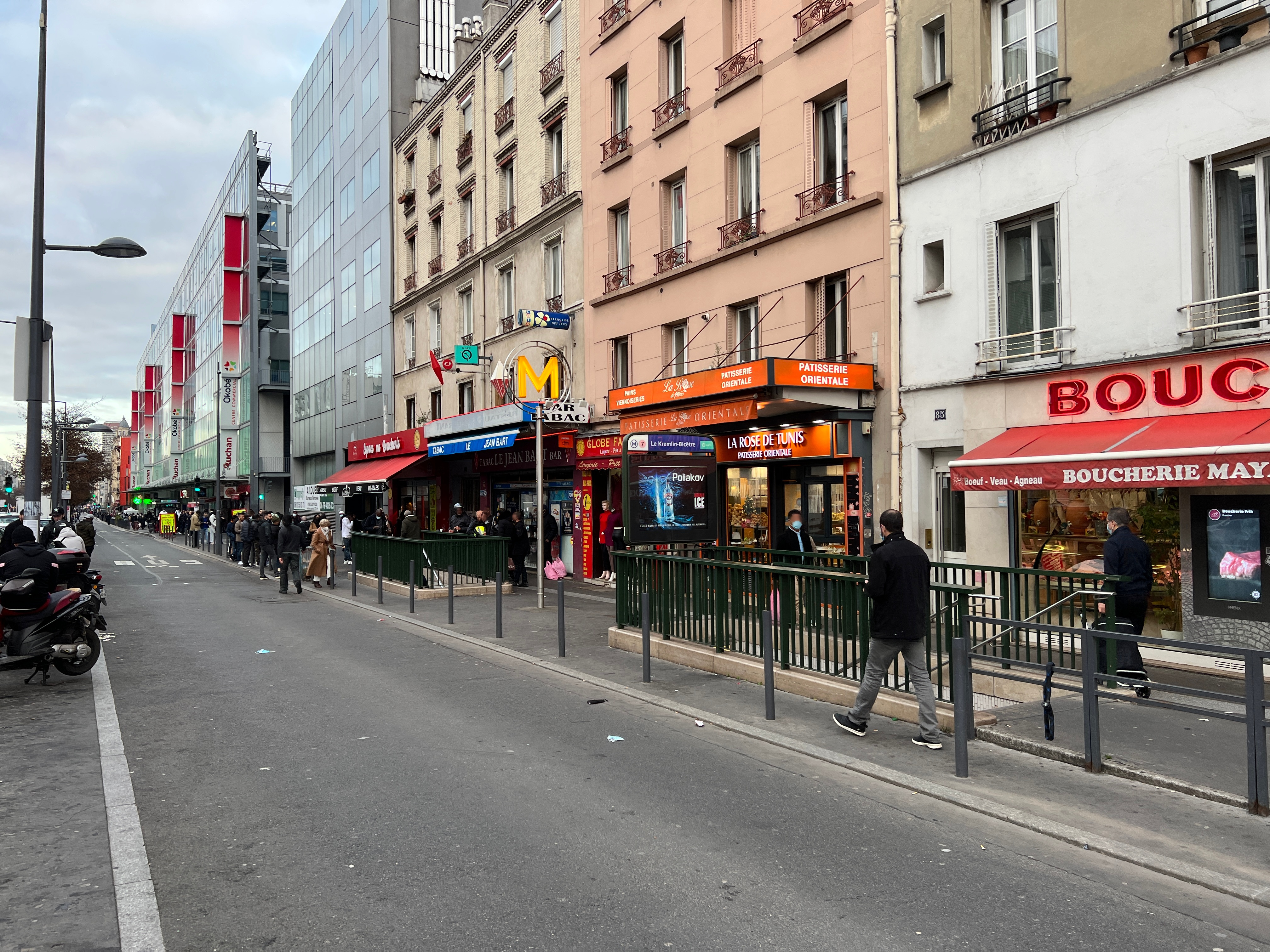
L'accès no 1 « Avenue de Fontainebleau ».
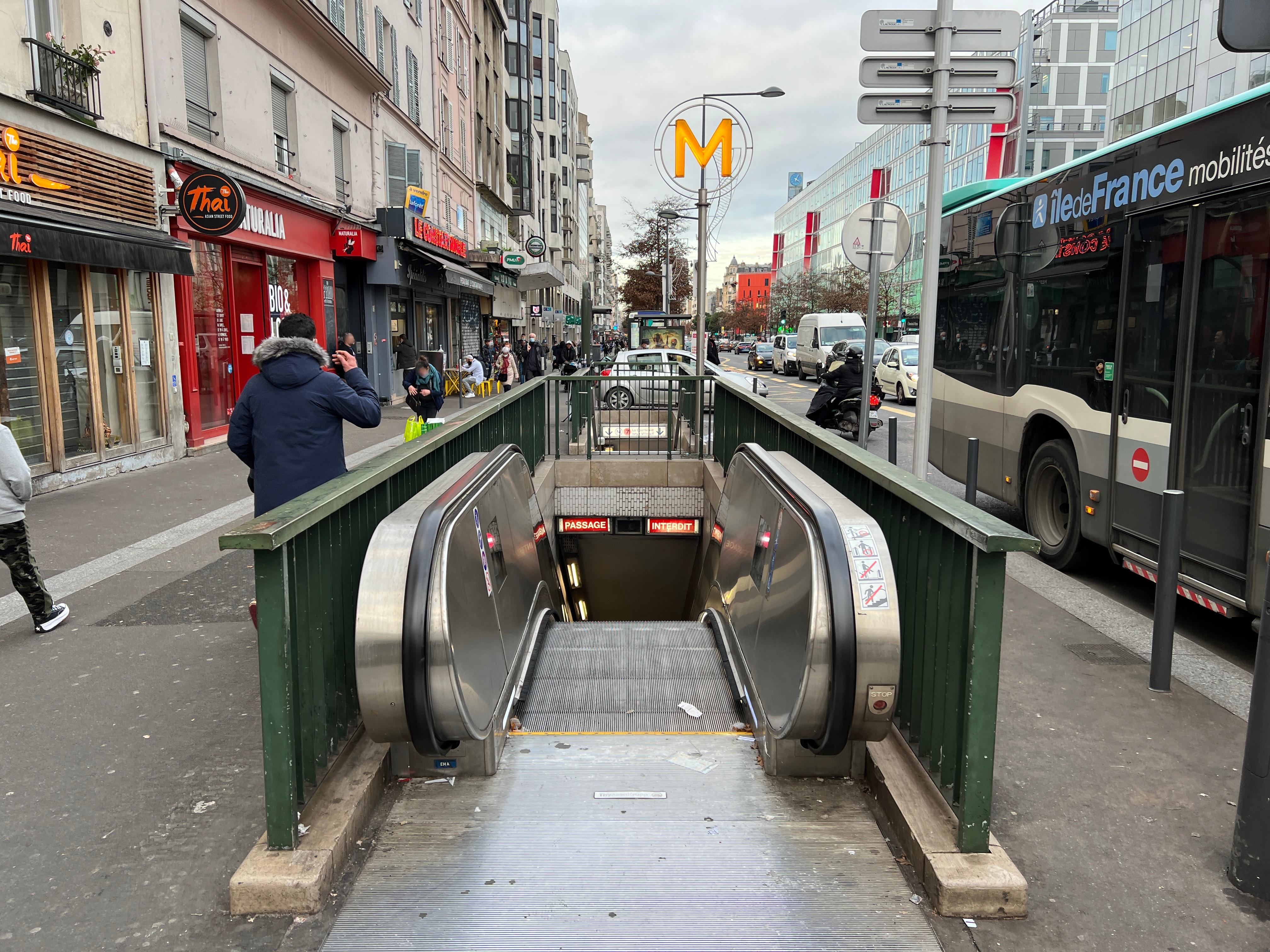
L'accès no 2 « Avenue de Fontainebleau / Avenue Eugène Thomas».

.

### Quais
Les quais de la station sont de configuration standard, séparés par les voies du métro et surmontées par une mezzanine. Le nom de la station est écrit en police de caractère Parisine sur plaques émaillées. L'éclairage est assuré par des globes lumineux suspendus. De petits carreaux de céramique de couleur blanche et rouge posés verticalement recouvrent les piédroits ainsi que les tympans. Les sièges sont de style Motte de couleur rouge.

### Intermodalité
La station est desservie par les lignes 47, 125, 131 et 185 du réseau de bus RATP et par le service urbain v6 du réseau de bus Valouette ainsi que, la nuit, par les lignes N15 et N22 du réseau de bus Noctilien.

## À proximité
- Hôpital Bicêtre.
- Centre commercial Okabé, ouvert en mars 2010.
- Cimetière du Kremlin-Bicêtre.